# Lioz

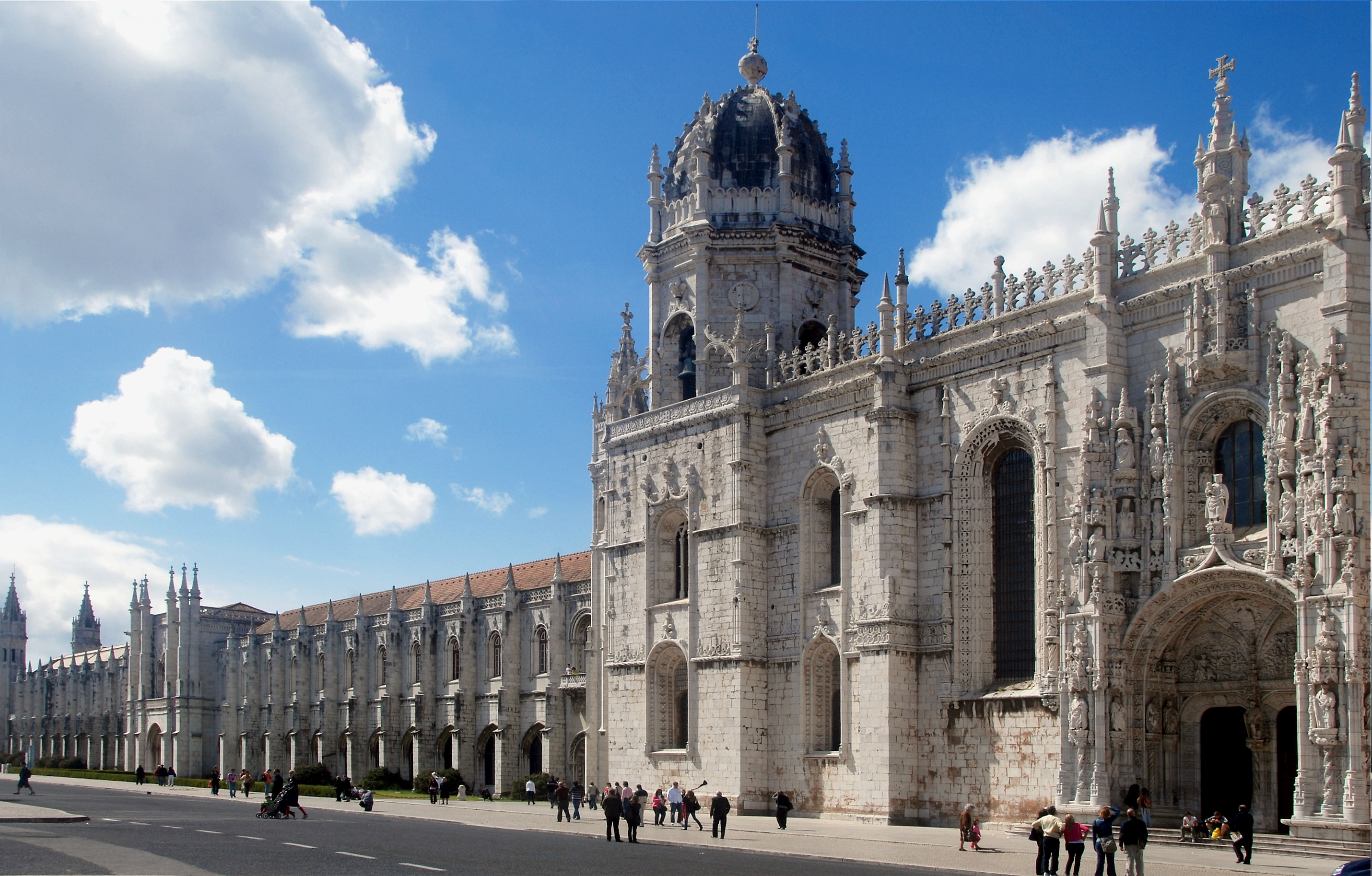
Mosteiro dos Jerónimos, em Belém (Lisboa), feito de lioz.

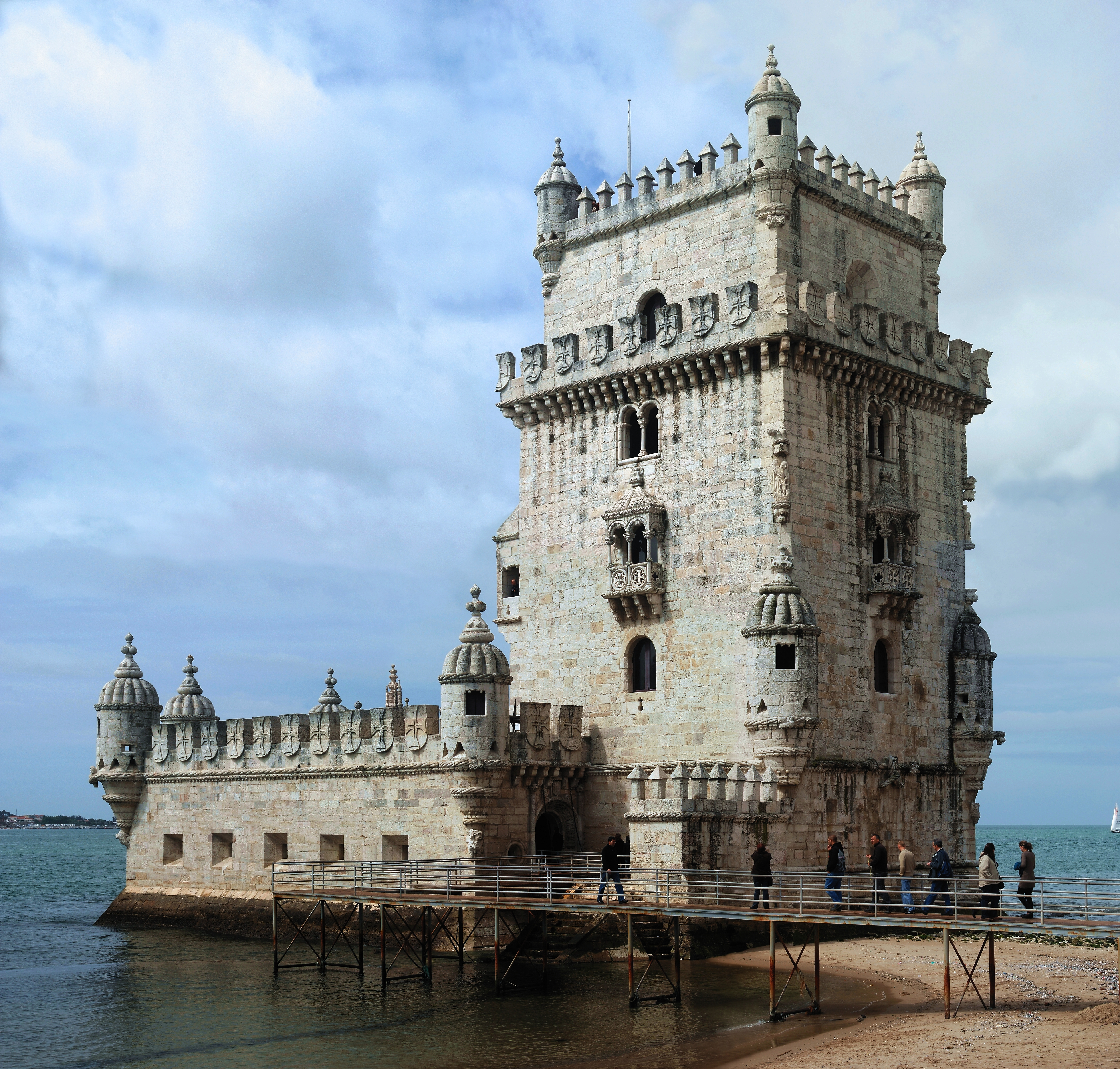
Torre de Belém, em Belém (Lisboa), feito de lioz.

Lioz ou pedra lioz é um tipo de calcário que ocorre em Portugal, na região de Lisboa e seus arredores (norte e noroeste), nomeadamente no concelho de Sintra, sendo aqui extraído nos arredores da vila de Pero Pinheiro.
Os seus depósitos foram formados no período Cenomaniano (Cretácico) em um ambiente de mar pouco profundo, de águas quentes e límpidas, propícias à proliferação de organismos de esqueleto carbonatado, nomeadamente de bivalves rudistas, construtores de recifes. A rocha caracteriza-se por ser um calcário bioclástico e calciclástico compacto, rico em biosparite e microsparite, geralmente de cor bege, embora existam variedades com coloração que vai do cinza-claro ao rosado e ao esbranquiçado.
Foi muito utilizada em Portugal como rocha ornamental e para a construção de elementos estruturais, como padieiras e ombreiras. Elementos arquitectónicos construídos nesta pedra, nomeadamente padieiras ornamentais, arcos e pelourinhos, foram transportados para diversas regiões do Império Português.
O Lioz foi considerada Rocha Património Mundial, título atribuído pela Subcomissão de Rochas Património Mundial do IUGS (International Union of Geological Sciences), que trabalha em colaboração com a UNESCO.

## Características técnicas
O lioz apresenta as seguintes características técnicas médias:
- Resistência à compressão: 1050 kg/cm2
- Resistência à compressão após teste de gelividade: 1380 kg/cm2
- Resistência mecânica à flexão: 147 kg/cm2
- Densidade aparente: 2703 kg/m3
- Absorção de água à pressão atmosférica normal: 0,1% (peso)
- Porosidade aberta: 0,3% (volume)
- Coeficiente de dilatação linear térmica[4]: 3,3×10−6/°C
- Resistência ao desgaste (abrasímetro Amsler): 2,2 mm
- Resistência ao choque: 45 cm

## Utilização

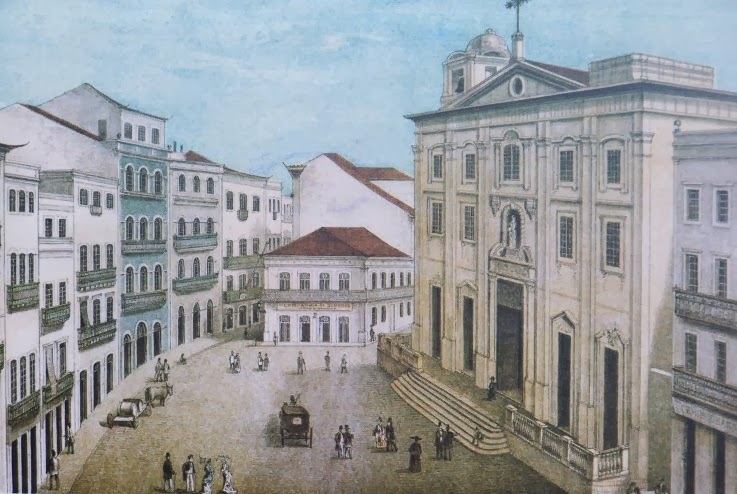
O antigo Largo do Pelourinho do Recife e a Igreja do Corpo Santo com sua fachada em pedra lioz, conjunto demolido em 1913.

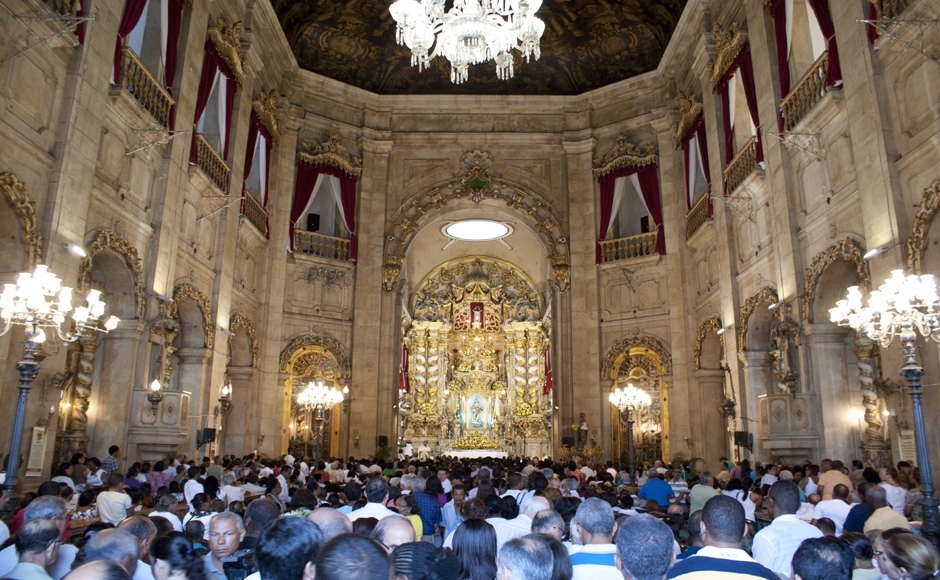
Interior da Basílica de Nossa Senhora da Conceição da Praia, em Salvador, feita de lioz.

Além de igrejas, palácios e chafarizes, espalhados por Portugal e seus antigos territórios, o lioz foi empregue em importantes monumentos, como por exemplo, em Lisboa, no:
- Mosteiro dos Jerónimos
- Torre de Belém
- Escadaria do Terreiro do Paço
- Estação do Rossio
- Pavilhão do Conhecimento Ciência Viva
- Convento de Mafra

Em Coimbra:
- Ponte de Santa Clara

Em Cáceres (Mato Grosso)
- Marco do Jauru

No Recife
- Igreja Matriz da Boa Vista

Em Salvador:
- Catedral Basílica Primacial São Salvador
- Basílica de Nossa Senhora da Conceição da Praia

No Rio de Janeiro
- Real Gabinete Português de Leitura